# Bianca Kronlöf
Bianca Alicia Kronlöf, född 30 mars 1985 i Trångsunds församling, Stockholms län, är en sverigefinsk skådespelare, komiker, manusförfattare och illustratör.

## Biografi
Kronlöfs föräldrar kommer från Vasa i Finland; hennes far är finlandssvensk och hennes mor är finska. Bianca Kronlöf växte upp i Sorunda nordväst om Nynäshamn och gick teaterlinjen på Stockholms estetiska gymnasium och gick sedan vidare till Teaterhögskolan i Göteborg 2007–2011. Hon har också varit verksam som illustratör för bland annat Sida och BRIS och medverkat med videokonst på Liljevalchs konsthall. Hon har gjort sig känd för sin satiriska humor i gestaltningen av samhälleliga orättvisor, feminism och annat som engagerar henne.
2012 fick hon uppmärksamhet för sina Youtube-videor där hon spelar den manliga rollfiguren Snubben, som belyser ämnen som rasism och sexism. Under sina studieår i Göteborg bildade Kronlöf tillsammans med klasskamraterna Nina Haber och Elin Söderquist den feministiska teatergruppen Gruppen. Hon har varit verksam på Stockholms Stadsteater, Dramaten och Orionteatern i Stockholm samt på Stora Teatern i Göteborg. 2013 var hon resande reporter för Musikhjälpen i Sveriges Radio. Hon skriver och producerar gärna sina egna produktioner. Våren 2014 hade humorserien Full patte premiär på SVT Flow, skapad av Kronlöf och hennes syster Tiffany Kronlöf som även spelar huvudrollerna.
2014–2015 var hon aktuell i en av huvudrollerna i två norska långfilmer: Ronnie Sandahls Svenskjävel och Mariken Halles Världen väntar, denna tillsammans med övriga i Gruppen. Med filmen Svenskjävel fick hon priset Årets nykomling på Guldbaggegalan 2016. År 2013 tilldelades hon Doris Filmgenipris.
2021 spelade hon rollen som Liana i TV-serien Deg.
Vid Guldbaggegalan 2025 fick Kronlöf pris som Bästa kvinnliga huvudroll för sin insats som vårdbiträdet Hanne i Ella Lemhagens dramafilm Så länge hjärtat slår. Rollen bygger på Stine Christophersens erfarenheter under Coronapandemin.

## Familj
Kronlöf har ett förhållande med läkaren och programledaren Petter Oest. Paret har två barn födda 2020 respektive 2023.

## Filmer och TV serier
- 2013 – Musikhjälpen (TV-serie)
- 2015 – Svenskjävel
- 2016 – Siv sover vilse
- 2016–2018 – Parlamentet (TV-serie)
- 2017 – Bäst i test (TV-serie)
- 2017 – Full patte (TV-serie)
- 2017 – Jakten på tidskristallen (TV-serie)
- 2017 – Monky
- 2020 – Tunn is (TV-serie)
- 2020 – Pelle Svanslös (film, 2020) - (röst)
- 2021 – Deg (TV-serie)
- 2024 – Så länge hjärtat slår

## Teater

### Roller (ej komplett)
| År   | Roll                    | Produktion                                | Regi              | Teater                 |
| ---- | ----------------------- | ----------------------------------------- | ----------------- | ---------------------- |
| 2010 |                         | Stenen Marius von Mayenburg               | Mattias Nordkvist | Göteborgs stadsteater  |
| 2013 | Lydia                   | Martyrer Marius von Mayenburg             | Dritëro Kasapi    | Stockholms stadsteater |
| 2014 | Martina 2 Laura Lorenzo | ≈ [ungefär lika med] Jonas Hassen Khemiri | Farnaz Arbabi     | Dramaten               |